# La Sepmaine
La Sepmaine, ou en français modernisé La Semaine ou Création du Monde, est un poème encyclopédique du poète gascon Du Bartas, publié pour la première fois en 1578.
L’édition publiée par Jacques Chouet à Genève en 1581 est  présentée comme la 15e. On y trouve des annotations de Simon Goulart. En 1589, ce commentaire reçoit des enrichissements.
En 1585 ce sont les commentaires de Pantaléon Thévenin qui accompagnent le texte.
La Semaine s’inscrit dans la tradition hexamérale.
Dès 1579, le catholique Jean-Édouard Du Monin traduit en latin La Semaine sous le titre Beresithias, sive mundi creatio, Paris, Jean Parant et Hilaire Le Bouc, 1579.

## Résumé
- 1er Jour:  la matière et  la lumière. (766 vers)
- 2e Jour: séparation des eaux et du ciel. (1160)
- 3e Jour: séparation des eaux et de la terre. (992 vers)
- 4e Jour: les astres. (788 vers)
- 5e Jour: les poissons et les oiseaux. (1018 vers)
- 6e Jour: les animaux terrestres et l’Homme. (1054 vers)
- 7e Jour: le sabbat (716 vers)

## Éditions
- La Sepmaine ou creation du monde, Paris, Michel Gadoulleau et Jean Febvrier, 1578.
- La Sepmaine ou creation du monde, Paris, Jean Feburier, 1579.
- La Sepmaine ou creation du monde, Genève, Jacques Chouet, 1581.
- La Sepmaine ou creation du monde, Paris, D. Cotinet, 1585.
- Les Œuvres de Guillaume de Salluste, sieur du Bartas, Paris, Claude Rigaud, Jean de Bordeaulx, Toussainctz du Bray, 1611.

## Éditions modernes
- Yvonne Bellenger, Paris, STFM, 1993 (3e tirage)